# European
European est le nom d'une société de fret aérien fondée par l'Australien Paul Stoddart, qui fut également le propriétaire de l'écurie de Formule 1 Minardi. À ce titre, European fut également connu dans le monde de la course automobile comme sponsor de Minardi, ayant notamment rebaptisé de son nom le moteur V10 F1 Ford Cosworth Zetec-R 1998 des Minardi de 2001.

## European en Formule 1
En 2000, Gabriele Rumi (en), propriétaire de la manufacture de jantes Fondmetal, qui s'était déjà engagé en F1 au début des années 1990 avec son écurie Fondmetal, rachète l'écurie de Formule 1 Minardi à son compatriote Giancarlo Minardi et motorise les nouvelles M02 par un moteur Ford Cosworth Zetec-R rebadgé "Fondmetal". Ce Fondmetal 2000 (en fait le Zetec R 1998 qui motorisait les monoplaces Stewart Grand Prix de cette année, ainsi que les Minardi de 1999) ne permit jamais à Minardi de s'extraire du fond de la grille de départ. À la mort de Rumi, en 2001, l'écurie Minardi est rachetée par Paul Stoddart. La nouvelle PS01, initialement conçue pour accueillir un V10 Supertec ex-Renault conserve finalement l'ancien moteur Cosworth qui est alors badgé European, du nom de la société de fret aérien de Stoddart,.
En 33 départs (1 seule monoplace qualifiée au GP de Grande-Bretagne), le moteur 'European' n'a jamais permis aux Minardi de marquer le moindre point, le meilleur résultat décroché étant une 9e place obtenue à deux reprises par Tarso Marques. En 2002, Paul Stoddart abandonne enfin ce moteur dépassé pour un V10 Asiatech (ex-Peugeot).

### Caractéristiques du moteur European
- Moteur conçu par Cosworth sous le nom Cosworth Zetec-R.
- Moteur engagé sous le nom European en 2001.
- 10 cylindres en V à 72°.
- Cylindrée: 2 998 cm3.
- Puissance: 790 ch.
- Régime moteur: 16 200 tr/min.
- Poids: 124 kg.